# Цибулівка (Березівський район)
Цибулі́вка — село Знам'янської сільської громади, Березівський район, Одеська область в Україні. Населення становить 399 осіб.

## Населення
Згідно з переписом 1989 року населення села становило 383 особи, з яких 178 чоловіків та 205 жінок.
За переписом населення 2001 року в селі мешкала 381 особа.

### Мова
Розподіл населення за рідною мовою за даними перепису 2001 року:
| Мова       | Відсоток |
| ---------- | -------- |
| українська | 93,23 %  |
| російська  | 2,51 %   |
| молдовська | 2,01 %   |
| вірменська | 1,25 %   |
| болгарська | 1 %      |